# Valentin Echter von Mespelbrunn

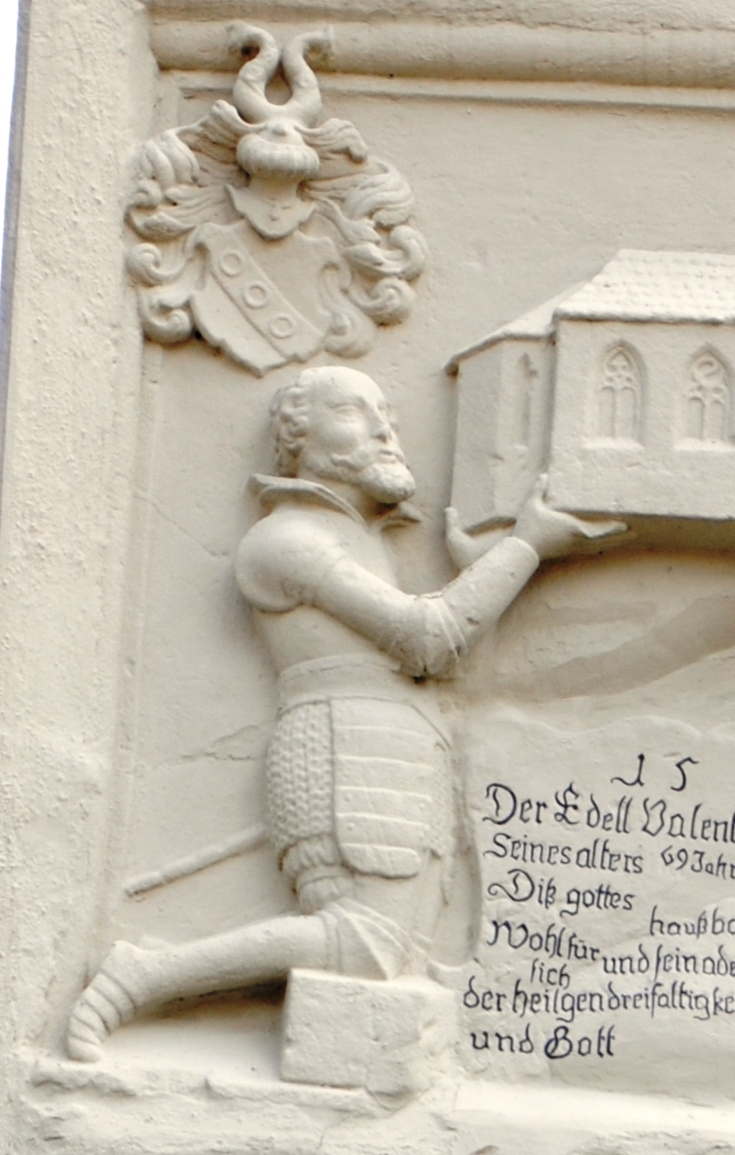
Valentin Echter von Mespelbrunn auf einem Relief an der St. Laurentius-Kirche in Schwarzenau

Valentin Echter von Mespelbrunn (* 21. Mai 1550 in Mespelbrunn; † 24. September 1624 in Öttershausen) war ein jüngerer Bruder des Würzburger Fürstbischofs Julius Echter von Mespelbrunn. Er war Amtmann in Aschach, Kissingen und Volkach. Daneben war Valentin Echter auch als fürstlich-würzburgischer Rat und Reichshofrat tätig. Im Jahr 1623 wurde er in den Freiherrenstand erhoben.

## Leben und Wirken
Valentin Echter kam am 21. Mai 1550 als viertes Kind des Peter Echter von Mespelbrunn und dessen Frau Gertraud, geborene von Adelsheim, im Amtssitz der Familie im unterfränkischen Mespelbrunn zur Welt. Der Vater war als kurmainzischer Rat und Amtmann in Stadtprozelten und Dieburg tätig und damit bereits ein Mann der Oberschicht. Unter seinen Brüdern war der spätere Fürstbischof von Würzburg, Julius Echter von Mespelbrunn, und Adolf, der die Nachfolge seines Vaters als Rat in Diensten des Erzbischofs von Mainz antrat.
Über die Jugend und Ausbildung Valentins ist kaum etwas bekannt. Sicher ist, dass er zunächst eine kirchliche Laufbahn begann, allerdings schweigen die Quellen über den Ausbildungsort Valentin Echters. Gesichert ist die Resignation des angehenden Theologen im Jahr 1576, die Gründe dafür sind wiederum unklar. Daraufhin heiratete Valentin am 26. Februar 1577 Ottilia Rau von Holzhausen, mit der er zwölf Kinder haben sollte.
Valentin Echter erwarb im Jahr 1579 zusammen mit seiner Frau das Dorf Gaibach von den Zollnern von der Hallburg. Im gleichen Jahr wurde er auch Amtmann im fürstbischöflich-würzburgischen Amt Aschach. Dieser Posten ist wohl seinem, mittlerweile zum Bischof gewählten, Bruder zu verdanken. Bald darauf wurde Valentin auch in den Ämtern Kissingen und Volkach als oberster Beamter eingesetzt, die Ämterhäufung setzte sich mit seiner Rolle als Rat in Würzburg und Reichshofrat in Wien fort.
Im Jahr 1588 begann der Amtmann in Gaibach mit dem Bau einer Kirche. Der Vorgängerbau von Balthasar Neumanns Dreifaltigkeitskirche wurde als Pfarrkirche geplant, sodass Gaibach 1596 aus Volkach ausgepfarrt werden konnte. Ebenfalls 1588 wurden die Dörfer Schwarzenau und Breitensee, sowie das Hofgut in Öttershausen in den Besitz der Familie von Mespelbrunn gebracht. Schwarzenau erhielt unter dem Schutz Valentins im Jahr 1609 auch eine eigene Pfarrei, gleichzeitig wurde die Laurentiuskirche neu gebaut.
Größtes Bauprojekt des Valentin Echter von Mespelbrunn war allerdings das Gaibacher Schloss, das in den Jahren 1590 bis 1608 anstelle einer mittelalterlichen Burg vom Volkacher Baumeister Jobst Pfaff errichtet wurde. Gleichzeitig engagierte sich Valentin auch in der Reichspolitik. Für das Jahr 1602 ist ein Attentat auf den Grafen Johann Dietrich von Löwenstein und Wertheim überliefert. Höhepunkt seines Lebens war allerdings die Erhebung in den Frei- und Bannerherrenstand durch Kaiser Ferdinand II. am 17. März 1623.
Fortan gehörten die Echter von Mespelbrunn dem Herrenstand im titulierten Adel an. Ein Jahr später, am 24. September 1624, verstarb Valentin Echter von Mespelbrunn auf seinem Hofgut in Öttershausen bei Gaibach und wurde einige Tage später in der von ihm gestifteten Gaibacher Kirche begraben. Das Epitaph des Adeligen, vom Künstler Julius Emes gefertigt, befindet sich heute im Museum für Franken in Würzburg.

## Wappen

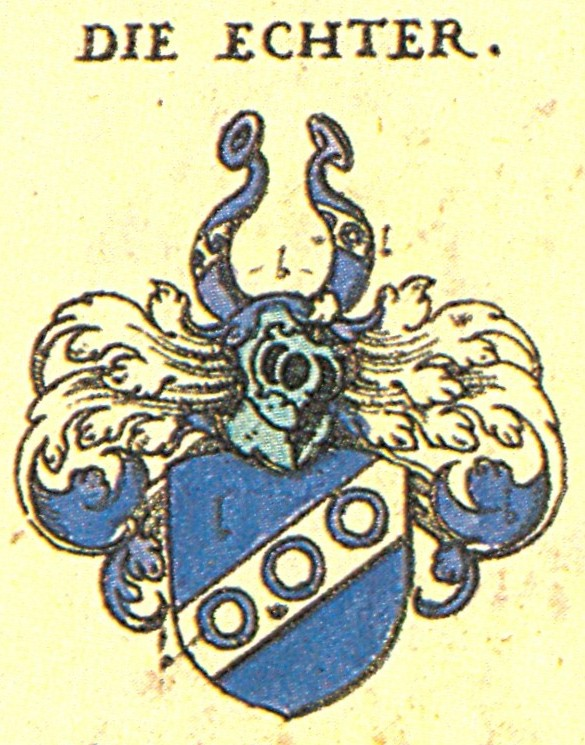
Das Familienwappen nach Siebmacher

Valentin Echter entstammte der Familie der Echter von Mespelbrunn. Ihr Familienwappen hat sich, vor allem als Element des Wappens von Fürstbischof Julius Echter, bis heute im gesamten Bistum Würzburg erhalten. Beschreibung: In Blau ein silberner Schrägrechtsbalken, belegt mit drei blauen Ringen; auf dem Helm mit blau-silbernen Decken zwei wie der Schild bezeichnete blaue Büffelhörner. Für Valentin hat sich das Wappen auf einem Relief an der Schwarzenauer Kirche erhalten. Ebenso ist es auf dem Epitaph des Adeligen zu finden.